# ATIS
ATIS
- 交通情報サービス株式会社が提供する道路交通情報提供サービスの名称、英称。Advanced Traffic Information Serviceの略。
- 米国の電気通信標準化連合（英語版）の名称。Alliance for Telecommunications Industry Solutionsの略。
- 無線局における識別信号自動送出装置。Automatic Transmitter Identification Systemの略。
- 航空機に対して空港の気象情報を提供する無線システム。飛行場情報放送業務。本項で詳述。

ATIS（Automatic Terminal Information Service、飛行場情報放送業務、通称 : アティス、エーティス）とは、空港・飛行場に離着陸する航空機に対して、地上から対空送信（放送）により離着陸に必要な気象情報、飛行場の状態などを提供するものである。

## 概要
ATISでは、空港に離着陸する航空機に対して、地上から音声による対空送信（放送）により、飛行場の気象情報、飛行場の状態、航空保安施設の運用状況などを提供する。地上から航空機へ無線を使ってエンドレスで放送するサービスである。航空交通管制で取り扱う航空機の機数が多い空港で行われている業務である。航空交通管制通信の混雑緩和を目的としているため、交通量の少ない空港では行われていない。
ATISによって放送される内容は以下の通りである。
- 飛行場名、情報記号（アルファベット）、UTCで表した情報発出時刻
- 運用中の計器進入方式、使用滑走路
- 風向、風速、卓越視程（見通し距離）
- 天候状態、雲の種類・高さ・状況、気温、露点温度、高度計規正値
- 付加情報（突風や乱気流など、ウインドシアに関する情報、積乱雲を始めとした雷雲の動き、滑走路・誘導路の工事・閉鎖など飛行場の状況）
- 受信証の要求

飛行場によっては、気象情報や飛行場情報しか流さない飛行場もある。
通常はMETARの更新に合わせて、30分または1時間ごとに情報の更新が行われる。急激な天候悪化や好転、使用滑走路や進入方式の変更、滑走路の閉鎖や航空保安施設の運用停止などの場合は、時間に関わらず随時更新される。改訂された情報を識別するため、情報記号としてA（アルファ）からZ（ズールー）までのアルファベットを順に付加する。航空機は、出発や到着の前に最新の情報を受信し、自分が持っている情報（情報記号は何か）を管制官に報告する。最新の情報を取得している旨通報された管制官は、航空機へ通報する事項を省略することができる。
放送内容は英語で送信され、航空管制運航情報官による録音音声と合成音声がある。日本は2003年10月前後からほぼ全ての空港・飛行場で、肉声から合成音声へ変更されたが、機器の不調で一時的に肉声を用いる場合もある。中国は中国語と英語で、ロシアは英語とロシア語で周波数を分けて放送するなど国により異なり、自国語のみ放送する空港もある。
ATISを送信する空港の近傍は、AMモードでVHFを受信する受信機や無線機で受信可能である。軍用飛行場はVHFとUHFの両方あるいはUHFのみの事例がある。世界ではVORやNDBの周波数に載せて放送する事例がある。航空移動局と管制局間のデータ通信システムACARSが航空機に搭載されている場合は、ATISの情報を取得して文字表示で確認できるが、デジタルデータ配信されたATISのみで配信されていないものは取得できない。デジタルデータ配信のATISをD-ATISと称する。D-ATISでない日本の空港のATISは、国内航空会社向けにD-ATISと別ルートで配信されている。

## 放送例
以下に実際の放送例を挙げる。内容の詳細については後の項目で解説する。
例1 （民間空港/通常運用1）
Tokyo International Airport information November, 0630. ILS Z 34 left approach and ILS Z runway 34 right approach. Landing runway 34 left and 34 right, departure runway 34 right. Departure frequency 126.0. Parallel ILS approaches to runway 34 left and right are in progress. Wind 320 degrees 10 knots. Visibility 20 kilometers, sky clear. Temperature 25, dewpoint 20. QNH 30.00 inches. Advise you have information November.
（東京国際空港、情報N〈ノヴェンバー〉。6時30分（協定世界時=日本時間15時30分）現在、滑走路34LがILS Z進入を、滑走路34RがILS Z進入を実施中です。着陸用滑走路は34Lと34R、出発用滑走路は34Rです。出域管制周波数は126.0 MHzです。滑走路34R及びLへの平行ILS進入を実施しています。風は320度方向より10ノット。視程は20キロメートル、快晴。気温摂氏25度、露点20度。QNHは30.00インチです。情報Nを受信した事を報告して下さい）
例2 （民間空港/通常運用2）
KOBE AIRPORT INFORMATION HOTEL 0300, ILS Runway 09 Approach, Using runway 09, WIND 100 Degrees 10knots, Visibility 10 kilometers, Few 2500feet cumulus, Scattered 5000feet Stratocumulus, Broken 8000feets Altostratus, Temperature 11, Dew point 8, QNH 3001 Inches, Advise you have information Hotel.
例3 （厚木飛行場の場合/風向きが一定の範囲で変化する時の放送）
ATSUGI AIRPORT INFORMATION ECHO 0100 Zulu, ILS Approach, runway 01, WIND 080 Degrees 10knots, direction valiable between 070 and 190.Visibility 10 kilometers, sky condition,Few 1500feet,Scattered 3000feet,Temperature 11, Dew point 8, QNH 3001 Inches, Advise you have information ECHO.
- 自衛隊や在日米軍が使用するうち、一部の飛行場でのATISは、単語合成音声ではなく担当官が直接マイクに向かって放送している。横田基地の場合、最初に時間ごとの挨拶（good morning、good evening或いはgood afternoon）がつく場合がある。

例4 （注意事項あり）
Narita International Airport Information X-ray 0900,ILS Runway 16Right and 16Left Approch,Using Runway 16Right and 16Left,Departure Frequency 124.2, Wind 050 Degrees at 15 knots, Visibility 3500Meters, Sand, Few 2000feet Cumulus,Broken Height Unknown, Temperature 26, Dew Point 25, QNH 1007 hPa,2976 Inches, Remarks Yellow Sand, Advice you have information X-ray.
例5　（着陸と離陸が違う滑走路番号の場合）
Matsuyama Airport Information Alfa 2200,ILS Zulu R/W 14 Approach,Lunding R/W 14,Departure R/W32,Iwakuni Departure 128.0,Wind Calm,Visility 10km,Few 2000ft cumulus,Temperature 25,Depoint 10,QNH 3001 Inches,Advise you have information Alfa.
例6 （空港の運用開始前・運用開始後のテスト放送）
Test Transmission, Test Transmission, Test Transmission, Osaka International Airport, Osaka International Airport, Osaka International Airport, One, Two, Three, Four, Five, Five, Four, Three, Two, One, Osaka International Airport.
（只今試験中、只今試験中、只今試験中。こちらは大阪国際空港、大阪国際空港、大阪国際空港。本日は晴天なり、本日は晴天なり、本日は晴天なり。こちらは大阪国際空港。）

### 実際の活用例
0730 (Z) 時点のATIS
CHUBU CENTRAIR International Airport information Alpha, 0730. ILS runway 36 approach, using runway 36. Departure frequency 126.0. Wind 080 degrees 10 knots. Visibility 20 kilometers, sky clear. Tempreture 25, dewpoint 20. QNH 30.00 inches. Advise you have information Alpha.
0800 (Z) 時点のATIS
CHUBU CENTRAIR International Airport information "Bravo", 0800. "ILS runway 18 approach", "using runway 18". Departure frequency 126.0. "Wind 160 degrees 10 knots". Visibility 20 kilometers, sky clear. Tempreture 25, dewpoint 20. QNH "29.90" inches. Advise you have information "Bravo".
30分の間に" "の部分が更新されたことになる。進入方式がILS36からILS18に、使用滑走路が36から18に、風向きは80度から160度に、QNHが30.00インチから29.90インチに変わっている。
パイロットによって持っている情報が違うときがある。例えば、最初の交信でパイロットが "We have Alpha" と管制官に報告した場合、最新の情報は Bravo なので、管制官はパイロットに対して、"Now informartion Bravo. Using runway 18, QNH 29.90." などとAlphaとBravoで情報が変わっている部分を訂正する必要がある。

## 欧文通話表
INFORMATIONの後につく英単語は欧文通話表に基づく型式で発音される。
| アルファベット | 英文     | 読み方             |  | アルファベット | 英文    | 読み方       |
| A              | Alpha    | アルファ           |  | O              | Oscar   | オスカー     |
| B              | Bravo    | ブラボー           |  | P              | Papa    | パパ         |
| C              | Charlie  | チャーリー         |  | Q              | Quebec  | ケベック     |
| D              | Delta    | デルタ             |  | R              | Romeo   | ロメオ       |
| E              | Echo     | エコー             |  | S              | Sierra  | シエラ       |
| F              | Foxtrot  | フォックストロット |  | T              | Tango   | タンゴ       |
| G              | Golf     | ゴルフ             |  | U              | Uniform | ユニフォーム |
| H              | Hotel    | ホテル             |  | V              | Victor  | ビクター     |
| I              | India    | インディア         |  | W              | Whisky  | ウィスキー   |
| J              | Juliet   | ジュリエット       |  | X              | X-ray   | エクスレイ   |
| K              | Kilo     | キロ               |  | Y              | Yankee  | ヤンキー     |
| L              | Lima     | リマ               |  | Z              | Zulu    | ズール       |
| M              | Mike     | マイク             |  | .（小数点）    | decimal | デシマル     |
| N              | November | ノベンバー         |  | 1000           | Tousand | タウザンド   |

アメリカでは小数点を「Point（ポイント）」と読む。

## 放送内容

### ATIS局の種別
飛行場名（英語の正式名称）

### 情報の識別
A（アルファ）からZ（ズールー）までのアルファベット1語。
情報が変わるごとに切り替え、Zの後はAにもどる。24時間空港以外では、毎朝運用を開始して最初の情報がA、以後閉鎖時刻まで順番に使う。

### 観測時刻
時刻の後ろに「Zulu」と付いた場合は協定世界時 (UTC) を、「India」と付いた場合には日本標準時 (JST) を、それぞれ表す。協定世界時に9時間を足せば日本標準時となる。

### IFR機の進入方式
計器飛行方式による飛行を行う航空機（IFR機）が実施する進入方式。ILS進入、VOR進入、視認進入など。

### 使用滑走路
離着陸に使用している滑走路。離陸と着陸を別の滑走路で行っている場合は、離陸滑走路と着陸滑走路がそれぞれ放送される。
Runwayの後ろにつく数字は、放送している空港の滑走路番号(滑走路方位)と、平行滑走路がある場合はL/R/C等で示される滑走路固有の識別記号の組み合わせ。詳しくは滑走路の項目を参照のこと。
| 数字 | 英文  | 読み方   |  | 数字、アルファベット | 英文   | 読み方   |
| 1    | One   | ワン     |  | 8                    | Eight  | エイト   |
| 2    | Two   | ツー     |  | 9                    | Niner  | ナイナー |
| 3    | Three | トゥリー |  | 0                    | Zero   | ジロ     |
| 4    | Four  | フォウア |  |                      |        |          |
| 5    | Five  | ファイフ |  | R                    | Right  | ライト   |
| 6    | Six   | シックス |  | L                    | Left   | レフト   |
| 7    | Seven | セブン   |  | C                    | Center | センター |

### 滑走路の状態およびブレーキングアクション
ブレーキの制動状況に影響がある場合に通報される。

### 管制上必要な事項、運航に関する重要な情報
一部空港では、出発時に使用するディパーチャーの周波数を放送している。
管制官がGCA訓練を行っている場合や航空保安施設の休止状況等、必要に応じて報じられる。
ウィンドシアやタービュランス（乱気流）に関してパイロットから通報された情報がある場合、この項目で放送される。

### 気象に関する情報

#### 風向・風速
Wind ○○○ Degrees (at) ○○ Knotsは、10分間平均風向・風速を表している。
風向は磁北を0度として時計回りに吹いてくる方向の角度を10度刻みで通報。METARでは真方位であるのに対し、ATISやタワーが通報する風は磁方位である。
風速の単位はknot（ノット）で通報される。
1 knot = 0.514m/s なので、ほぼ半分にすれば日本の風速表示（メートル毎秒）となる。
風向の変動幅が大きい場合は、「direction variable between ○○○ and ○○○degrees」と変動幅が放送される。
風速の変動が大きい場合には、「○○ Knots, Maximum ○○ Knots」の様な形で、平均風速と最大風速が放送される。
風がほとんどない場合（0.4ノット以下）は、「Wind Calm（ウィンドカーム）」と放送される。
観測機器は、風車型風向風速計である。
ロシアや中国等メートル法を採用している国ではMPS (meter per second) で報じられ、音声でもMPSを付している。

#### 視程
Visibility（ビジビリティー）は、日本では卓越視程距離。欧州では一般に最短視程。
単位は、5キロメートルを超える場合はキロメートル、5000メートル以下の場合はメートルで通報される。
視程が悪い場合、さらに滑走路視距離 (RVR) も通報される。
米国等では視程の単位をマイル (statute mile)、RVRの単位をフィートで報じる。

#### 現在天気
以下のような気象現象が観測された場合は、視程のあとに放送される。
| 天候           | 読み方               | 和訳     |  | 天候         | 読み方                 | 和訳   |
| Drizzle        | ドリズル             | 霧雨     |  | Rain         | レイン                 | 雨     |
| Snow           | スノウ               | 雪       |  | Thunderstorm | サンダーストーム       | 雷電   |
| Shower of Rain | シャワー オブ レイン | しゅう雨 |  | Mist         | ミスト                 | もや   |
| Haze           | ヘイズ               | 煙霧     |  | Fog          | フォグ                 | 霧     |
| Sand           | サンド               | 砂       |  | Volcanic Ash | ヴォルカニックアッシュ | 火山灰 |
| Light          | ライト               | 弱い     |  | Heavy        | ヘビー                 | 強い   |

#### 雲量
Few（フュー）,Scattered（スキャタード）,Broken（ブロークン）,Overcast（オーバーキャスト）は、空港上の全天に占める雲の割合。
| Few    | 8分の2以下      |  | Scattered | 8分の3 - 8分の4 |
| Broken | 8分の5 - 8分の7 |  | Overcast  | 8分の8          |

雲がなく「CAVOK」（下記、雲形の項参照）に該当しない場合、「Sky clear（スカイクリア）」と報じられる。

#### 雲底高度
雲量の後にその雲層の雲高（雲底高度）が放送される。単位はフィート。
シーロメータで観測される。高さが不明の場合は「Height unknown（ハイト　アンノウン）」と放送される。十分高い雲で具体的な数値が観測されていない場合は、「High cloud（ハイ　クラウド）」と報じられる。
霧などで天空の状態が不明な場合、鉛直視程がフィートで報じられる。
中国等で雲高をメートル単位で報じることもあるが、その場合はメートルを付して放送する。

#### 雲形
雲量と雲高の後に続いて放送される。単語は雲の形を表したもの。
| 雲形             | 読み方               | 和訳     |  | 雲形          | 読み方               | 和訳   |
| Stratus          | ストレイタス         | 層雲     |  | AltoStratus   | アルトストレイタス   | 高層雲 |
| Nimbostratus     | ニンボストレイタス   | 乱層雲   |  | Cumulus       | キュムラス           | 積雲   |
| Altocumulus      | アルトキュムラス     | 高積雲   |  | Cumulonimbus  | キュムロニンバス     | 積乱雲 |
| Towering cumulus | タワリングキュムラス | 塔状積雲 |  | Stratocumulus | ストレイトキュムラス | 層積雲 |

雲量と雲形は、気象台職員による目視判断。
視程10km以上、雲がないまたは十分高い、通報すべき現在天気が観測されない場合、視程・現在天気・雲に代えて「CAVOK（カヴオーケイ）」(Cloud And Visibility OKay) が放送される。

#### 気温・露点温度
摂氏による気温と露点温度が1度単位で放送される。

#### 高度計規正値
高度計規正値QNHが放送される。QNHとは、その地点の気圧を用いて気圧高度計の誤差を修正するためのもので、地上にいる航空機の気圧高度計を滑走路の標高となるよう合わせる為に使用する気圧値。日本では一般に水銀柱インチ[inHg]（水銀柱の高さ）で報じられるが、成田と関西では、ヘクトパスカル[hPa]と[inHg]の両方で放送される。[hPa]のみで放送している国も多い。
ヘクトパスカルは、振動式気圧計によっている。
インチは、フォルタン型水銀気圧計によっている。
インチ表示のQNHの計算例:
- QNH 2913 = 29.13 inHg = 739.9mmHg = 986.45HPa
- inHg表示の値 × 0.3386 = HPa表示の値

ロシアや中国等、QFEを採用している国や地域ではQFEも放送される。QFEを採用していない国でもQFE運航を行う航空機のためにQFEを報じる場合がある。
QNH、QFEは「高度計規正値」項に詳述がある。

#### 補足情報
気圧の急激な変化、降雨強度が30mm/hr以上、積乱雲等の重要な雲の方向と動き、特に悪い方向視程等々、「Remarks」の語に続きその内容が必要に応じ放送される。

### 受信証の要求
受信した情報識別符号を、指定した管制機関との最初の交信の際に通報するよう指示する。

## 日本のATIS実施空港等
| 空港等名 | 周波数             | ID                          | 実施時間 (UTC)       |  | 空港等名                        | 周波数            | ID                  | 実施時間 (UTC) |
| 新千歳   | 128.6MHz           | New Chitose Airport         | 2200-1400            |  | 函館                            | 126.6MHz          | Hakodate Airport    | 2230-1130      |
| 三沢     | 128.4MHz 315.35MHz | Misawa Airport              | 2200-1100（月 - 金） |  | 八戸                            | 245.8MHz          | Hachinohe Airport   | 2200-1300      |
| 仙台     | 126.45MHz          | Sendai Airport              | 2230-1230            |  | 新潟                            | 128.45MHz         | Niigata Airport     | 2230-1130      |
| 成田国際 | 128.25MHz          | Narita INTL Airport         | H24                  |  | 東京国際                        | 128.8MHz          | Tokyo INTL Airport  | H24            |
| 横田     | 128.4MHz 281.0MHz  | Yokota AirBase              | 2100-1300            |  | キャスナー （キャンプ座間）     | 126.3MHz          |                     |                |
| 厚木     | 246.8MHz           | Atsugi Airport              | 2100-1300            |  | キャンプ富士                    | 126.3MHz          |                     |                |
| 中部国際 | 127.075MHz         | Chubu Centrair INTL Airport | H24                  |  | 大阪国際                        | 128.6MHz          | Osaka INTL Airport  | 2200-1200      |
| 神戸     | 128.075MHz         | Kobe Airport                | 2200-1300            |  | 関西国際                        | 127.85MHz         | Kansai INTL Airport | H24            |
| 広島     | 127.25MHz          | Hiroshima Airport           | 2230-1230            |  | 岩国                            | 128.4MHz 283.0MHz | Iwakuni AirBase     | 2130-1400      |
| 小月     | 245.8MHz           | Ozuki Airport               | 2200-0800（月 - 金） |  | 徳島                            | 246.8MHz          | Tokushima Airport   | 2300-1100      |
| 高松     | 127.45MHz          | Takamatsu Airport           | 2230-1230            |  | 松山                            | 126.65MHz         | Matsuyama Airport   | 2230-1230      |
| 高知     | 126.45MHz          | Kochi Airport               | 2200-1200            |  | 福岡                            | 127.2MHz          | Fukuoka Airport     | 2200-1300      |
| 大分     | 127.8MHz           | Oita Airport                | 2230-1230            |  | 佐賀                            | 126.025           | Saga Airport        | 2300-1300      |
| 長崎     | 126.85MHz          | Nagasaki Airport            | 2200-1300            |  | 熊本                            | 128.8MHz          | Kumamoto Airport    | 2230-1230      |
| 宮崎     | 126.8MHz           | Miyazaki Airport            | 2230-1230            |  | 鹿児島                          | 127.05MHz         | Kagoshima Airport   | 2230-1230      |
| 鹿屋     | 246.8MHz           | Kanoya Airport              | 2300-1300            |  | ハーディバラックス （東京麻布） | 141.1MHz          |                     |                |
| 嘉手納   | 124.2MHz 280.5MHz  | Kadena AirBase              | 2000-1400            |  | 那覇                            | 127.8MHz 293.0MHz | Naha Airport        | H24            |
| 新石垣   | 128.675MHz         | New Ishigaki Airport        | 2300-1200            |  |                                 |                   |                     |                |

## 関係項目
- 気象通報式
- アネロイド気圧計
- 雨量計